# كونفاريدز
بلدية كونفاريدز (بالإسبانية: Confrides)‏, هي بلدية تقع في مقاطعة اليكانتي. جنوب شرق إسبانيا. يبلغ عدد سكانها 265 نسمة.